# Plopsa Station Antwerp

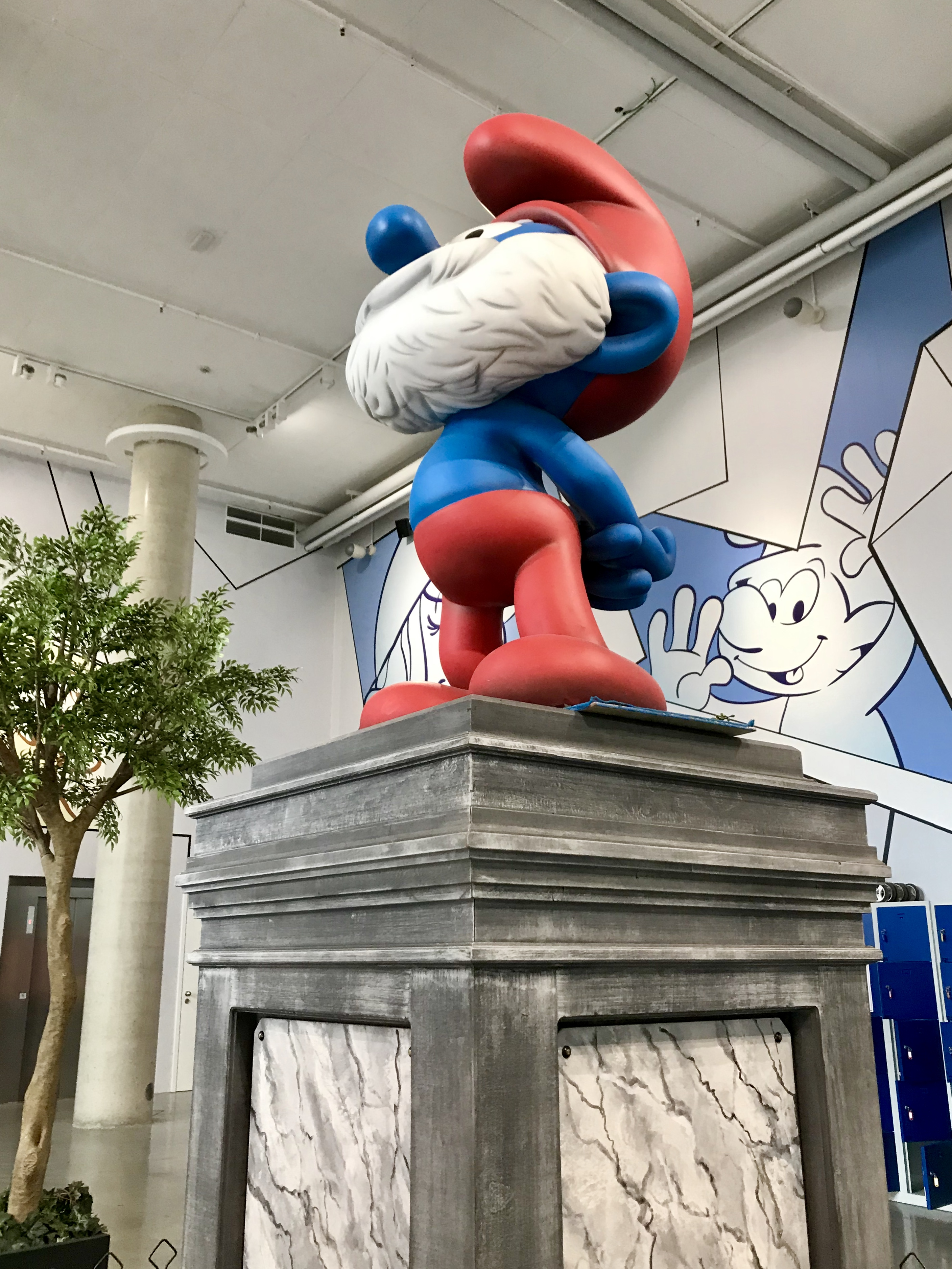
Een beeld van Grote Smurf in de entreehal (2019)

Plopsa Station Antwerp is een indoorpretpark gelegen in het Centraal Station van Antwerpen. Het behoort sinds eind 2019 tot de Plopsa-groep. Daarvoor stond het bekend als Comics Station Antwerp.

## Geschiedenis
In 2013 kregen Wim Hubrechtsen, Jeroen Jespers en Mark Kiekens (voormalig Studio 100-medewerkers) het idee om een themapark te beginnen rondom de wereldwijd bekende Belgische stripfiguren. Als locatie had het gezelschap Station Antwerpen-Centraal in gedachten, waar een niet gebruikte Thalys-terminal beschikbaar was. Binnen een week ging de NMBS akkoord met hun voorstel. Standaard Uitgeverij / WPG leverde het merendeel van de stripfiguren aan en nam een belang van bijna 33% in de onderneming. Ballon Media (Ballon Comics) en IMPS (van De Smurfen) leverden ook enkele stripfiguren. In het originele plan moest het park in 2016 geopend worden. Dit werd echter uitgesteld mede door een vertraging omtrent de stedenbouwkundige vergunning. In 2016 kon wel met de bouw begonnen worden, waarna het park in april 2017 geopend werd voor het publiek. De totale kosten bedroegen € 12,5 miljoen.
Sinds de opening verkeerde het park in financieel zwaar weer en lukte het niet om winst te maken. In 2018 werd de situatie onhoudbaar en draaide het park € 2,7 miljoen verlies, waarna de aandeelhouders naar overnamekandidaten begonnen te zoeken. Midden 2019 waren er nog twee kandidaten in de race: de Koninklijke Maatschappij voor Dierkunde Antwerpen en Plopsa. In augustus 2019 werd bekend dat de situatie nog ernstiger was en kwam het bedrijf onder bescherming tegen schuldeisers te staan. Plopsa haakte in dezelfde maand af als overnamekandidaat.
Op 23 december 2019 kondigde Plopsa aan het park toch over te nemen en over een periode van enkele jaren € 5 miljoen te investeren. Het park zou een korte tijd gesloten blijven en in het voorjaar van 2020 weer openen. In 2020 werd echter bekendgemaakt dat het hernieuwde park pas in oktober 2021 geopend kon worden, aangezien Plopsa bij nader onderzoek meerdere gebreken tegenkwamen die aangepakt moesten worden voordat het park heropend kon worden. Zo zouden onder andere de in- en uitgangen verkeerd liggen. De grootste ingreep was het verwijderen van de hoogste indoor-glijbaan van Europa (met een hoogte van 22,5 meter en een lengte van 51 meter.). Bij de heropening blijven de stripfiguren - die geen eigendom van Studio 100 zijn - vertegenwoordigd. Hiervoor sloot het bedrijf bij de overname een overeenkomst met Standaard Uitgeverij (intussen een fusiebedrijf van de gelijknamige uitgeverij met Ballon Media). Op 23 oktober 2021 opende het park opnieuw de deuren, onder de naam Plopsa Station Antwerp.

## Attracties
In het park bevonden zich oorspronkelijk zo'n 60 attracties en activiteiten, waarvan voornamelijk interactieve scherm-attracties, maar ook de hoogste indoor-glijbaan van Europa. De attracties waren opgebouwd rond zes Belgische stripreeksen die elk een eigen themazone hadden: Suske en Wiske, Urbanus, De Smurfen, Lucky Luke, Jommeke en De Kiekeboes. Bij binnenkomst kreeg je een slimme armband die de punten bijhield die je bij elke attractie kon verzamelen.
Onder de nieuwe eigenaar verdwenen enkele attracties, waaronder de glijbaan, het speeldorp en de attractie van Jommeke. Plopsa voegde echter ook een paar nieuwe mechanische attracties toe aan het aanbod: De Bumbamolen, De Vliegende Fietsen, Jommeke Carrousel, K3 Disco Cars, Maya's speeltuin, Storm op Zee, Wickie's valtoren en Wickie's ballenbad. Twee maanden na de heropening kwam daar de attractie 'Suske & Wiske: De razende race' bij, een speedway-attractie van fabrikant Zamperla.
Sinds de heropening zijn er 15 attracties in het indoorpark.

## Galerij

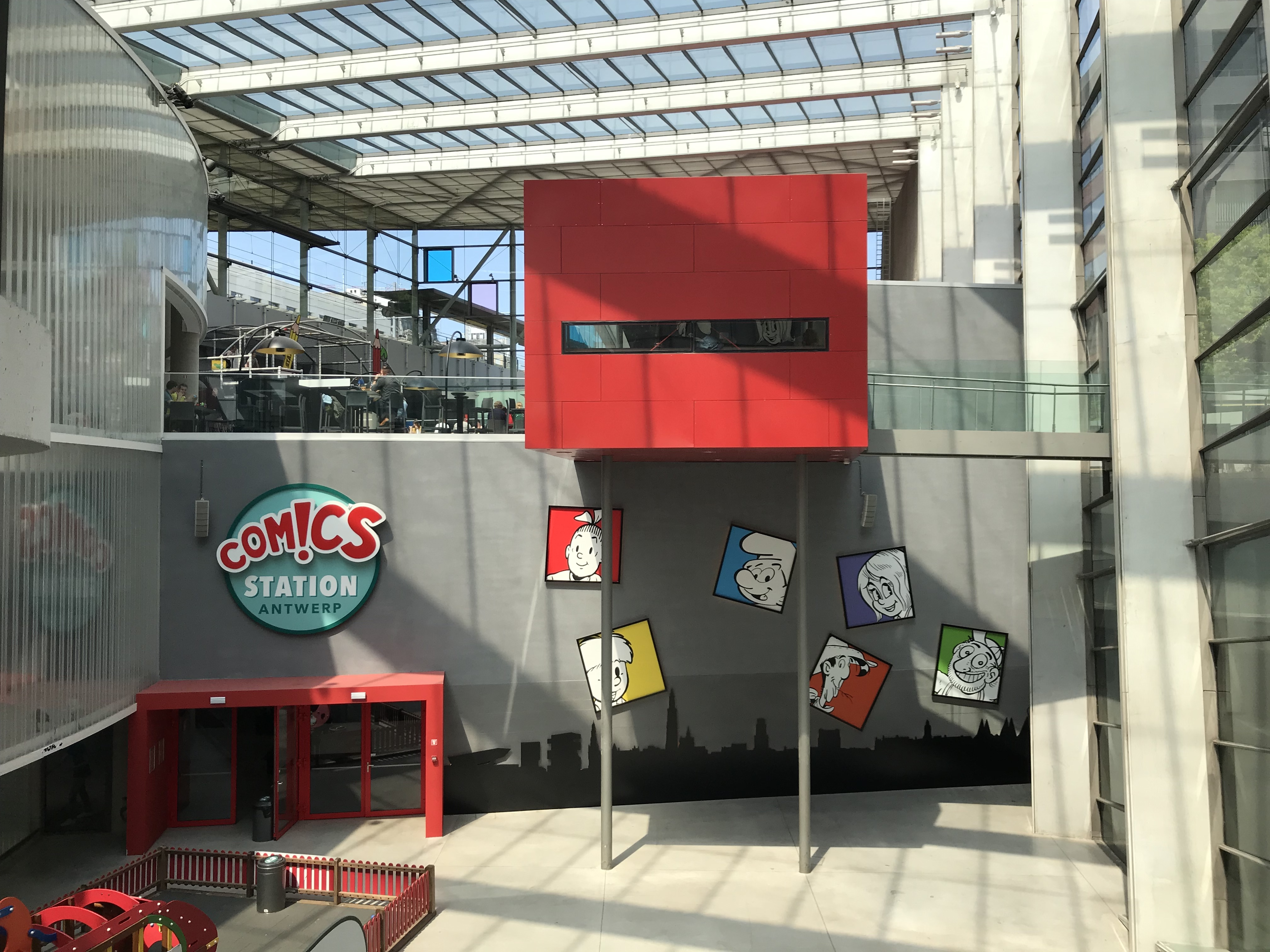
Een ingang van Comics Station Antwerp (2019)
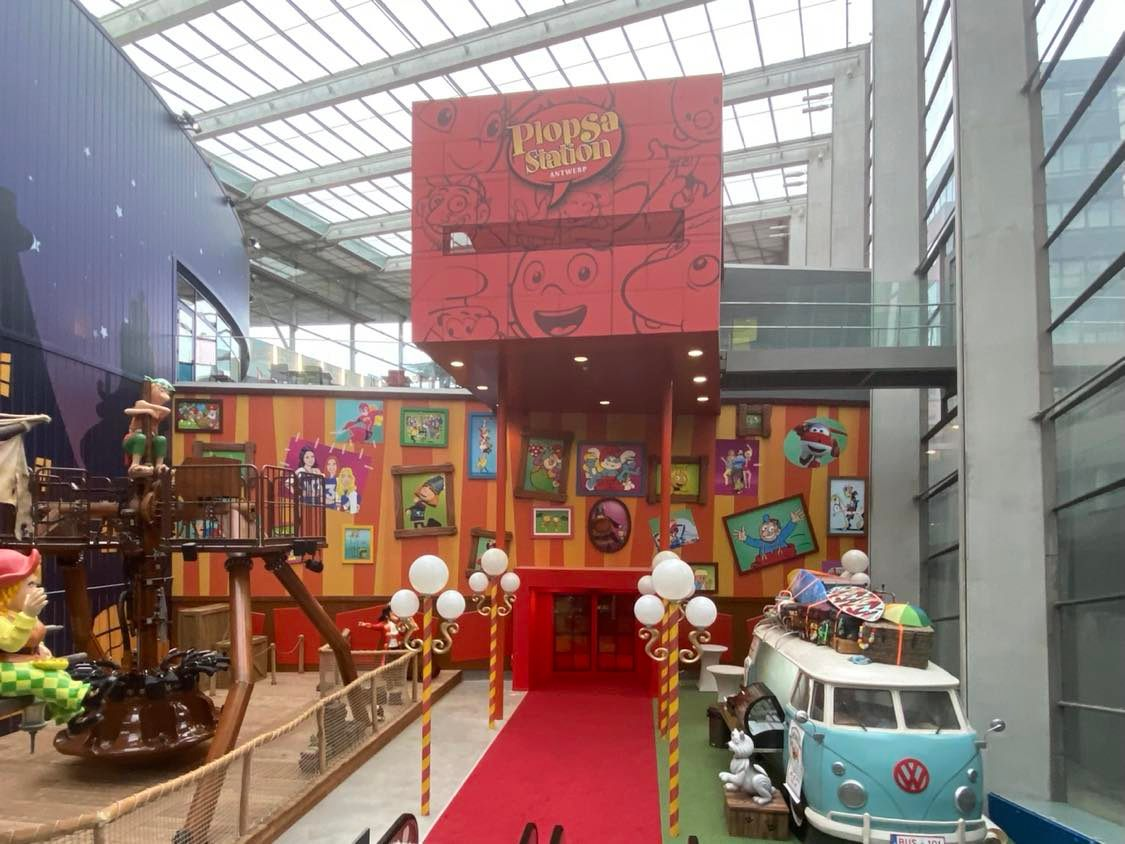
Een ingang van Plopsa Station Antwerp (2021)
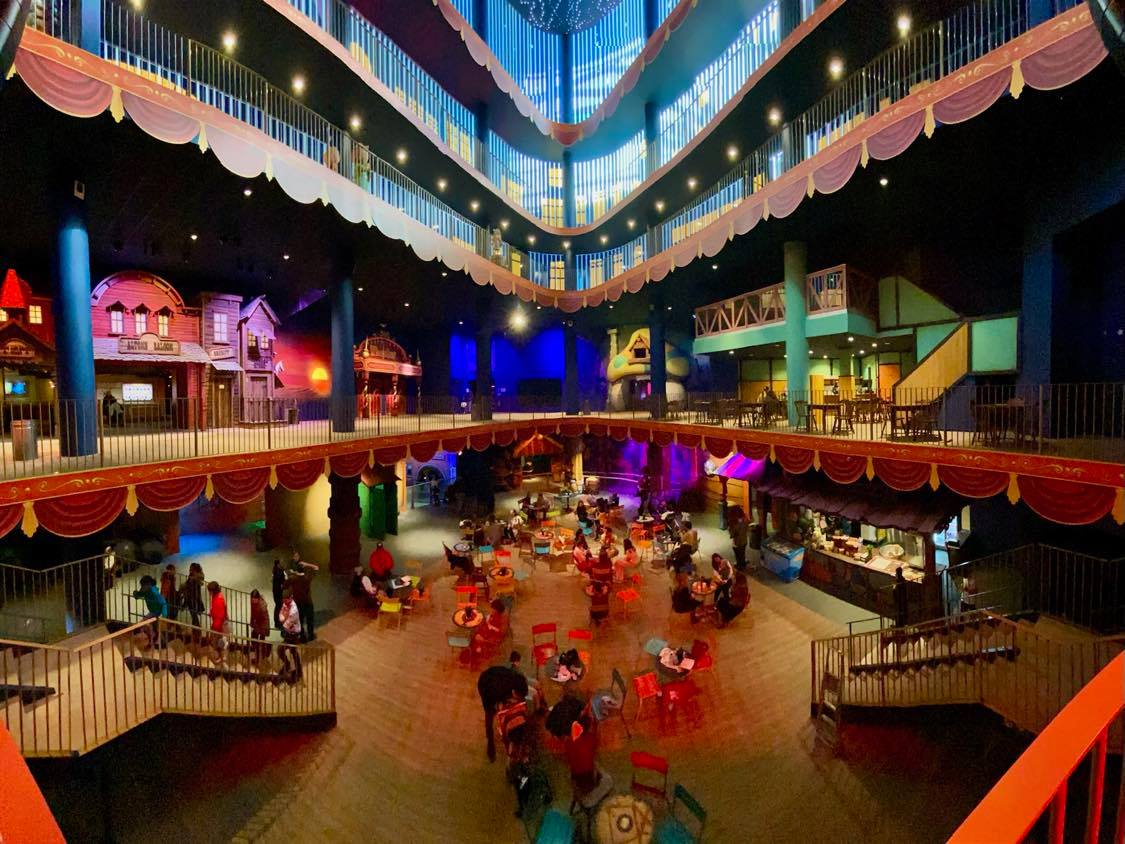
Interieur Plopsa Station (2021)